# Борис Станков
Борис Станков е български футболист, треньор по футбол и спортен деец. Играл е на поста полузащитник. 

## Биография
Роден е на 15 май 1942 г. в София. Баща е на футболиста и след това няколкократен треньор на ЦСКА Александър Станков.

## Кариера

### Футболист
Юноша на Септември (София), преминава в отбора ЦСКА когато е повикан в казармата, играе за отбора в периода от 1961 до 1971 г. За „армейците“ има 184 мача и 9 гола в А група. Четирикратен шампион на България през 1962, 1966, 1969, 1971. Двукратен носител на Купата на Съветската армия – 1965 и 1969. Полуфиналист за КЕШ през 1967 г. През януари 1972 г. преминава в Черно море (Варна), където до края на сезон 1971/72 записва 11 мача и 2 гола в А група.

### Треньор и друга дейност
Помощник-треньор в ЦСКА в периодите 1973 – 1974, 1975 – 1977 и 1983 – 1984. Старши треньор на ЦСКА през 1982 г. Треньор, впоследствие шеф на ДЮШ на ЦСКА. Бил е главен методист и първи заместник-председател на ЦСКА. Два пъти президент на ЦСКА от есента на 1990 до март 1991 г. и от 29 юни 1993 до декември 1993 г. Технически директор в ЦСКА през 1996 г.